# 桑唐
桑唐是葡萄牙波尔图区的一个堂区。总面积2.42平方公里，总人口870人，人口密度359.5人/平方公里。